# Primærrute 46
Primærrrute 46 er en hovedvej i Midt- og Kronjylland.
Primærrute 46 går fra Silkeborg via Grauballe, Kongensbro, Houlbjerg og Laurbjerg og ender i frakørsel 42 på Europavej E45.
Rute 46 har en længde på i alt 45 km.